# Antispila stachjanella
Antispila stachjanella is een vlinder uit de familie van de Heliozelidae. De wetenschappelijke naam van de soort is voor het eerst geldig gepubliceerd in 1948 door Dziuraynski.